# Zbór Świeckiego Ruchu Misyjnego „Epifania” w Lublinie
Zbór Świeckiego Ruchu Misyjnego „Epifania” w Lublinie – chrześcijański unitariański zbór działający w Lublinie od 1931 roku. Należy do Świeckiego Ruchu Misyjnego „Epifania”.
Siedziba zboru mieści się w kaplicy epifanicznej, w kamienicy na piętrze przy ul. Zamojskiej 20/22. Na ścianie frontowej kaplicy wisi krzyż w koronie – godło ruchu Badaczy Pisma Świętego oraz tzw. wykres wieków autorstwa Charlesa Taze Russella, przedstawiający biblijną historię świata z perspektywy Boskiego planu wieków.
Nabożeństwa odbywają się w niedziele i święta o godz. 9:30 oraz w środy o godz. 17:00.

## Historia

### Lubelski zbór Badaczy Pisma Świętego
Ruch badacki dotarł do Lublina wraz z przyjazdem ze Stanów Zjednoczonych do miasta Wł. Wójcika (1920 lub 1921) i Bronisława Blacharskiego (1921). Jan Kulka wraz z Katarzyną Kulką przyjęli wierzenia Badaczy Pisma Świętego w roku 1922 (Jan Kulka był późniejszym starszym zboru oraz ewangelistą ruchu epifanicznego). W roku 1923 zorganizowany został lubelski zbór Badaczy Pisma Świętego. Pierwszym starszym w zborze był br. Ziemba. W latach 1923–1927 zebrania religijne odbywały się w mieszkaniach prywatnych u s. Kubalskiej na ul. Podwale, u małżeństwa Miączów przy ul. Dolnej Panny Marii i u małżeństwa Drożdżów przy ul. Lipowej. W roku 1924 w wynajętej sali zorganizowano pierwszą konwencję. Od roku 1927 dwa razy każdej niedzieli przy ul. Zamojskiej w sali Spółdzielni Komisowo-Handlowej dla mieszkańców Lublina organizowano otwarte wykłady biblijne połączone z dystrybucją literatury religijnej.

### Zbór epifaniczny
W roku 1931 w Lublinie nastąpił podział, w wyniku którego ze zboru lubelskiego wyłoniły się dwa nowe zbory. Oprócz lubelskich Świadków Jehowy w Lublinie powstały zbór ZWBPŚw i zbór epifaniczny. Historia ruchu epifaniczego w Lublinie sięga początku lat 30. W 1930 roku członkiem zboru został Tadeusz Sadowski – wieloletni starszy zboru i pielgrzym ruchu epifanicznego. W kolejnych latach zbór się powiększał – poglądy epifaniczne przyjęli: Władysław Kieraga (1932), Jan Supryn (1933), Maria i Adam Złotkiewiczowie (1933), Aniela Flis (1933) i Agnieszka Bańka (1934).
Pierwsze lubelskie nabożeństwa epifaniczne odbywały się w domu małżeństwa Wochów. Aleksander Woch w okresie międzywojennym pełnił funkcję pielgrzyma. Oboje zginęli we wrześniu 1939 roku w trakcie bombardowania Lublina.
W roku 1935 zbór liczył 45 osób. W latach 1935–1936 zbór został podzielony i cześć jego członków przeszła do organizowanego przez Czesława Kasprzykowskiego Stowarzyszenia Badaczy Pisma Świętego.
W czasie okupacji niemieckiej, w latach 1939–1944, nabożeństwa epifaniczne odbywały się nielegalnie, bez zgody okupanta, w domu państwa Marii i Adama Złotkiewiczów. Od 1944 roku lubelscy epifaniści doświadczali różnorakich prześladowań religijnych z rąk leśnych ugrupowań zbrojnych kierujących się fanatyzmem religijnym. Dewastowano miejsca zebrań przez niszczenie ich wyposażenia, dokonywano napadów na domy epifanistów oraz pobić i postrzeleń wiernych. Prześladowania skończyły się w roku 1947.
Po wyzwoleniu Lublina 22 lipca 1944 r. nabożeństwa odbywały się w domu państwa Złotkiewiczów oraz Anieli Flis. W kaplicy przy ul. Zamojskiej, lubelscy epifaniści zgromadzają się od 1947 r. W czasie Polski Ludowej wielu lubelskich epifanistów było sądzonych z powodu odmowy służby wojskowej z bronią w ręku. Niektórzy z nich trafili do więzienia.
Założyciel międzynarodowego Świeckiego Ruchu Misyjnego „Epifania”, uważany przez epifanistów za następcę Charlesa Taze Russella – prof. Paul S.L. Johnson – odwiedził Lublin podczas organizowanych tu epifanicznych konwencji 8 razy: 22–24 lipca 1928, 14–15 lipca 1930, 14 lipca 1931, 25–26 lutego 1932, 17–18 lipca 1933, 26–27 lipca 1936, 24–25 lipca 1937 i 7–9 lipca 1946. Kolejny dyrektor wykonawczy ruchu, Raymond G. Jolly, odwiedził zbór lubelski 4-krotnie w latach 1957, 1960, 1964 i 1978.
Gdy w roku 1952 odebrano debit pocztowy na sprowadzanie Teraźniejszej Prawdy z zagranicy, zbór lubelski podjął się drukowania czasopisma w warunkach konspiracyjnych na powielaczu, na własny koszt. Tak wydrukowano numery od 130 do 174, aż do czasu gdy w listopadzie 1957 roku ukazał się numer 175 drukowany oficjalnie w Polsce przez ŚRME.
Przez 20 lat zbór w Lublinie wraz ze zborem w Tomaszowie Lubelskim pozostawały poza strukturami ŚRME. Mimo próśb tych zborów o usługi pielgrzymskie, nie były im one świadczone. Nie umieszczano również sprawozdań tych zborów z uroczystości Wieczerzy Pańskiej w Teraźniejszej Prawdzie.
Długoletnim starszym zboru był Czesław Flis (1927–2015).